# Resolución 394 del Consejo de Seguridad de las Naciones Unidas
La resolución 394 del Consejo de Seguridad de las Naciones Unidas, adoptada por unanimidad el 16 de agosto de 1976, después de examinar la solicitud de las Seychelles para la membresía en las Naciones Unidas, el Consejo recomendó a la Asamblea General que las Seychelles fuesen admitidas.